# Tobias Furneaux
Tobias Furneaux (21. srpna 1735 – 19. září 1781) byl anglický mořeplavec a důstojník Royal Navy, který doprovázel Jamese Cooka na jeho druhé průzkumné plavbě. Byl prvním člověkem, který obeplul svět oběma směry a první, který ho obeplul východním směrem.

## Život
Furneaux se narodil ve Swilly, blízko Plymouthu. Vstoupil do Royal Navy a v únoru 1755 se stal kadetem na HMS Marlborough. Během sedmileté války působil v Západní Indii a v listopadu 1759 byl povýšen do hodnosti poručíka. Roku 1760 se vrátil do Anglie.
Od října 1792 sloužil na fregatě Melampe a poté byl druhým důstojníkem na HMS Dolphin, kde pod velením kapitána Samuela Wallise obeplul během srpna 1766 až května 1768 svět. Od prosince 1770 sloužil jako důstojník na lodích HMS Trident a HMS Torbay. 29. listopadu 1771 byl povýšen do hodnosti commandera a byl jmenován velitelem na lodi HMS Adventure, která byla doprovodnou lodí HMS Resolution Jamese Cooka, během jeho druhé průzkumné plavby.
Roku 1775 byl povýšen do hodnosti kapitána. Během Americké války za nezávislost byl v srpnu 1775 pověřen velením fregaty Siren. Loď byla potopena v zátoce Narragensett a posádka byla zajata. Po propuštění v dubnu 1776 byl námořním soudem uvolněn ze služby. Poté se usadil v Swilly.
Zemřel svobodný.